# The Legend of Zelda: Link's Awakening
Vous lisez un « article de qualité » labellisé en 2017.
Cet article concerne le jeu original sorti en 1993. Pour le remake de ce jeu, voir The Legend of Zelda: Link's Awakening (remake).
The Legend of Zelda: Link's Awakening  (ou simplement Link's Awakening) est un jeu d'action-aventure développé et édité par Nintendo le 6 juin 1993 au Japon sur Game Boy, puis en août 1993 aux États-Unis et en décembre 1993 en Europe. Il s'agit du quatrième épisode de la série The Legend of Zelda.
Link rentre en bateau vers Hyrule, mais une tempête coule son embarcation. Il s'échoue sur l'île Cocolint, où il doit trouver le Poisson-rêve, le seul être qui puisse l'aider à partir de cette île. Il s'avère que l'île et ses habitants ne sont qu'une illusion produite par le Poisson-rêve, endormi et enfermé dans un œuf géant posé sur le mont Tamaranch. Link doit le réveiller pour mettre fin à ces cauchemars. Durant le jeu, Link se déplace dans une carte du monde affichée en vue de dessus, mais explore également plusieurs donjons labyrinthiques pour la plupart souterrains afin de trouver les objets lui permettant d'avancer dans sa quête, qui consiste à trouver les huit instruments de musique des sirènes, qui vont lui permettre de réveiller le Poisson-rêve. La princesse Zelda, Ganon et la Triforce ne figurent pas dans cet épisode.
Link's Awakening est d'abord développé officieusement par Kazuaki Morita après ses heures de travail, dans le but de tester les capacités de la Game Boy. Il est rejoint dans ce « club de loisirs » par Takashi Tezuka, qui fait officialiser le projet. Au départ, le jeu est pensé comme un portage direct du précédent épisode, A Link to the Past, il est donc très similaire à celui-ci du point de vue des graphismes comme du gameplay. L'équipe ayant travaillé sur ce précédent opus est quasiment reconstituée. Le jeu en diffère sur certains aspects par des particularités très marquées, en particulier un humour loufoque, renforcé par les caméos de très nombreux personnages de l'univers de Nintendo, notamment des ennemis de la série Super Mario Bros., et une ambiance parfois dramatique. Il intègre des séquences de jeu se déroulant en vue latérale directement inspirées de ce dernier.
Le jeu est très bien accueilli par la presse spécialisée, qui s’enthousiasme pour sa profondeur et ses qualités, le désignant comme l'un des meilleurs jeux du moment sur la console portable de Nintendo. Il offre pour la première fois divers traits récurrents de la série, tels que les échanges d'objet avec les personnages non-joueurs ou l'usage de la musique comme mécanique importante du gameplay. Il est rapidement regardé comme un classique de la franchise Zelda par ses apports à la série ou l'influence qu'il a eue sur le jeu suivant, Ocarina of Time. Nintendo commercialise une version colorisée du jeu intitulée The Legend of Zelda: Link's Awakening DX sur Game Boy Color, le 12 décembre 1998 au Japon, en Amérique du Nord et en Europe en décembre 1998. Cette version comprend en outre un donjon supplémentaire dont les énigmes sont fondées sur la couleur, et un système de photos prises à des moments clef de la partie qui peuvent être imprimées grâce au Game Boy Printer. La version originale et la version DX se sont vendues à plus de 6 millions d'exemplaires à travers le monde. La version DX est rééditée le 7 juin 2011 sur la console virtuelle de la Nintendo 3DS, puis le 8 février 2023 sur le Nintendo Switch Online. Link's Awakening est souvent considéré comme le meilleur jeu de la Game Boy et la meilleure adaptation de la franchise Zelda sur console portable. Un remake du jeu en trois dimensions sort également sur Nintendo Switch en septembre 2019.

## Trame

### Contexte
The Legend of Zelda: Link's Awakening est le quatrième jeu de la série The Legend of Zelda et le premier sur console portable. Les évènements qui se déroulent dans celui-ci prennent place avant ceux qui surviennent dans The Legend of Zelda: Oracle of Seasons et Oracle of Ages (sortis en 2001) et après ceux de A Link to the Past (sorti en 1991). Le jeu se situe chronologiquement au milieu de l'univers parallèle de la série où Link a été incapable de vaincre Ganon dans l'épisode Ocarina of Time,.

### Univers

Link's Awakening ne se déroule pas dans le royaume d'Hyrule mais sur l'île Cocolint, dominée par la montagne et l’œuf géant posé sur celle-ci.

Contrairement à la plupart des épisodes de la série, les évènements qui se déroulent durant Link's Awakening prennent place en dehors du royaume d'Hyrule. Aucun lieu, ni personnage figurant dans les précédents épisodes de la série n'est cité, mis à part Link et une vague mention de la princesse Zelda dans la séquence d'introduction du jeu,. Les évènements se déroulent donc entièrement sur l’île Cocolint, une terre isolée du reste du monde. C'est une île verdoyante et luxuriante, cernée par les océans qui l’entourent, caractérisée par l’œuf géant posé sur sa plus haute montagne. Link's Awakening et Cocolint empruntent beaucoup au précédent jeu de la série, A Link to the Past, notamment le design de la carte,. Le jeu, comme les itérations suivantes dans la série sur console portable, emprunte largement la signature visuelle de ce dernier. Bien que l'intrigue du jeu se déroule uniquement sur l'île, la carte est massive et très dense,, et contient de nombreux secrets et raccourcis. Elle est équivalente à celle de son prédécesseur. L'île reflète un sentiment spécial et irréel, le héros est plongé dans un univers surréaliste marqué par le rêve. Le jeu comporte un certain aspect comique au détriment de l'aspect épique et certains personnages brisent parfois le quatrième mur, par exemple les enfants du village des mouettes.

### Personnages et ennemis
Le joueur incarne Link, qui reprend les principales caractéristiques physiques des précédents épisodes. Habillé de vert, son design est basé sur un elfe et reprend les traits de Peter Pan,. Comme dans la plupart des jeux de la série Zelda sur console portable, Link est plus petit que dans les jeux sur console de salon, notamment en raison de la petite taille de l'écran Game Boy.
Durant sa quête, le joueur reçoit les conseils et des indications sur les directions à prendre de la part de personnages non-joueurs, tels que Pépé le Ramollo, un personnage assez excentrique, qui communique avec Link exclusivement par téléphone. À l'instar de ce dernier, ces personnages sont souvent insolites, par exemple Mme Miaou-Miaou et son chien agressif ou un crocodile anthropomorphique. Link reçoit également les conseils réguliers d'un hibou sage et énigmatique tout au long de son aventure. C'est l'incarnation de la conscience du Poisson-rêve. Le Poisson-rêve est représenté sous la forme d'une grosse baleine colorée. C'est un esprit endormi en prise à de profonds cauchemars.
Le jeu comporte de nombreux caméos de personnages ou d'ennemis de la série Super Mario Bros., tels que la princesse Peach, Yoshi, Wart, Chomp ainsi que des plantes piranha et des Goombas, et le chien de Super Mario Bros. 3. D'autres personnages issus d'autres jeux Nintendo apparaissent, notamment Kirby, le Dr Wright du jeu SimCity, ou le prince Richard du jeu Kaeru no Tame ni Kane wa Naru. Tarkin, qui recueille Link au début de l'aventure, possède les traits de Mario et un autre personnage ressemble à Luigi. Tarkin et Marine ressemblent étrangement à Malon et Talon du ranch Lon Lon, rencontrés à Holodrum et à Hyrule dans d'autres jeux de la série. Marine est empreinte de tristesse et ne se trouve pas à son aise sur l'île Cocolint. Elle rêve de voler par-delà les mers pour savoir si des terres existent au-delà.
La princesse Zelda, Ganon et la Triforce ne figurent pas dans cet épisode (durant le jeu, Link peut cependant ramasser aléatoirement un item appelé « fragment de puissance », qui est de forme triangulaire),. L'Épée de légende, arme emblématique de Link figurant dans la quasi-totalité des jeux de la série, est également absente.

### Scénario
Link's Awakening abandonne la structure archétypale des scénarios des précédents jeux de la série, du valeureux chevalier luttant contre un tyran pour sauver un royaume et délivrer la princesse.

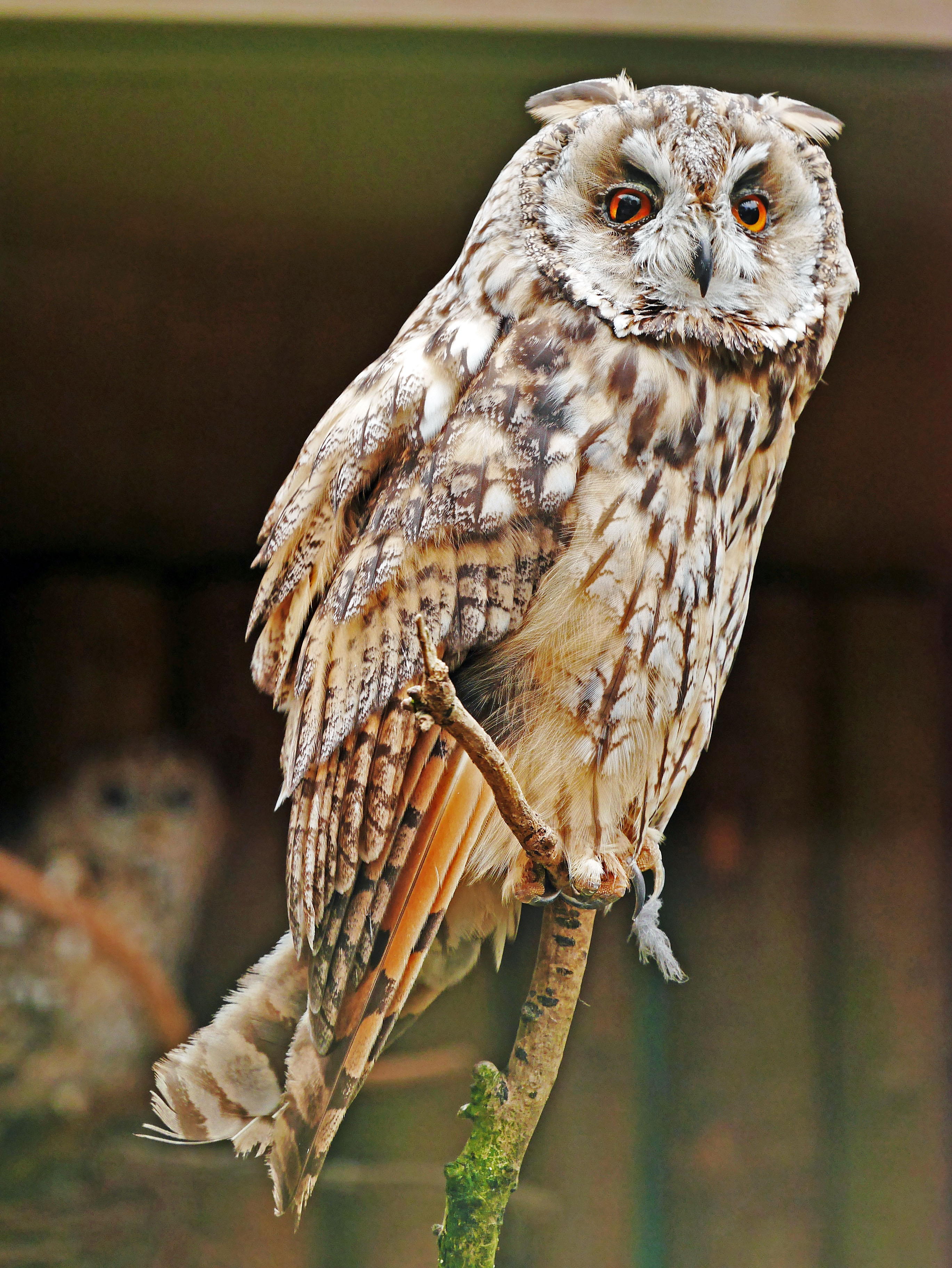
Tout au long de sa quête, Link est aidé par différents personnages non-joueurs, notamment un hibou, en réalité la conscience du Poisson-rêve.

Après les événements qui se déroulent durant The Legend of Zelda: Oracle of Seasons et Oracle of Ages, Link décide de voyager dans des contrées inconnues, dans le but de s'entraîner à faire face à d'autres menaces. Cependant, une tempête détruit son bateau alors qu'il est en pleine mer sur le chemin du retour vers Hyrule, et il fait naufrage sur l'île de Cocolint. Tarkin et sa fille Marine, du village des mouettes, recueillent Link et prennent soin de lui. Ils lui apprennent qu'aucune terre n'existe au-delà des mers bordant l'ile. Link récupère son épée, puis un hibou mystérieux lui révèle qu'il doit réveiller le gardien de l'île appelé Poisson-rêve, afin de pouvoir retourner chez lui. Le Poisson-rêve est enfermé et endormi dans l'Œuf sacré, un œuf géant situé sur le sommet du mont Tamaranch, et ne peut être réveillé que grâce aux huit instruments de musique des sirènes (Violon des vagues, Conque de l'écume, Cloche des algues, Harpe du reflux, Xylophone marin, Triangle de corail, Orgue de l'embellie, Tambour des marées),.

« L'île Cocolint n'est qu'une illusion... Mer, ciel, monstres, humains... Rien n'est réel. L'île n'existe que dans les songes du Poisson-rêve. Il s'éveillera et elle disparaîtra. Naufragé, tu dois connaître la vérité... »

— Inscription sur le marbre ancien situé dans le palais du sud de l'île Cocolint.
Link explore alors une série de donjons dans le but de retrouver ces instruments, et affronte toute une panoplie d'ennemis et résout de nombreuses énigmes. Durant ses recherches, il visite le temple du sud où il découvre un marbre ancien comportant des peintures, qui détaillent la réalité de l'île : elle serait un monde de rêve entièrement créé par le Poisson-rêve. Après cette révélation, la chouette convainc Link qu'il ne s'agit que des rumeurs et que seul le Poisson-rêve connait la vérité. Après avoir réuni chaque instrument des huit donjons disséminés sur l'île de Cocolint, Link se rend sur le mont Tamaranch et joue la balade du Poisson-rêve, ce qui casse la coquille et lui permet de rentrer dans l’œuf. Link est alors confronté à son dernier ennemi, Maléficio, une ombre noire capable de se matérialiser sous la forme des pires cauchemars de son ennemi. Maléficio est en fait le responsable de l'endormissement du Poisson-rêve et de la création de ce monde étrange. Il prend alors notamment la forme d'Agahnim et de Ganon, des boss et antagonistes rencontrés dans les précédents épisodes de la série. Après sa défaite, le hibou révèle être une partie de l'esprit du Poisson-rêve et dévoile que tout Cocolint n'est qu'un rêve. Link joue alors la balade du Poisson-rêve à nouveau, ce qui réveille le Poisson-rêve. L'île de Cocolint et ses habitants amis ou ennemis disparaissent petit à petit et Link se réveille alors étendu sur les débris de bois de son bateau flottant au milieu de l'océan, alors qu'il distingue la silhouette du Poisson-rêve volant au-dessus de lui.
Le jeu ne comporte qu'une seule fin. Cependant, si le joueur n'a perdu aucune vie durant sa partie, Marine apparaît, volant dans les airs, après les crédits de fin du jeu. Dans la version DX, son portrait apparaît dans le ciel et un oiseau s'éloigne.

### Thématique du rêve
Link's Awakening est une aventure onirique dans laquelle règne une atmosphère étrange, où le héros oscille constamment entre réalité et doute. Tout au long de son aventure, ses ennemis sèment le trouble dans son esprit en lui rappelant qu'il est coincé dans un rêve, et aura à faire face à un choix crucial s'il veut en sortir : réveiller le Poisson-rêve et tout faire disparaitre ou ne rien faire,. À ce choix crucial s'ajoute le paradoxe que représente Marine, qui veut aider Link dans sa quête et semble éprise de lui, mais qui sait que si Link arrive à ses fins, l'île pourrait disparaitre.

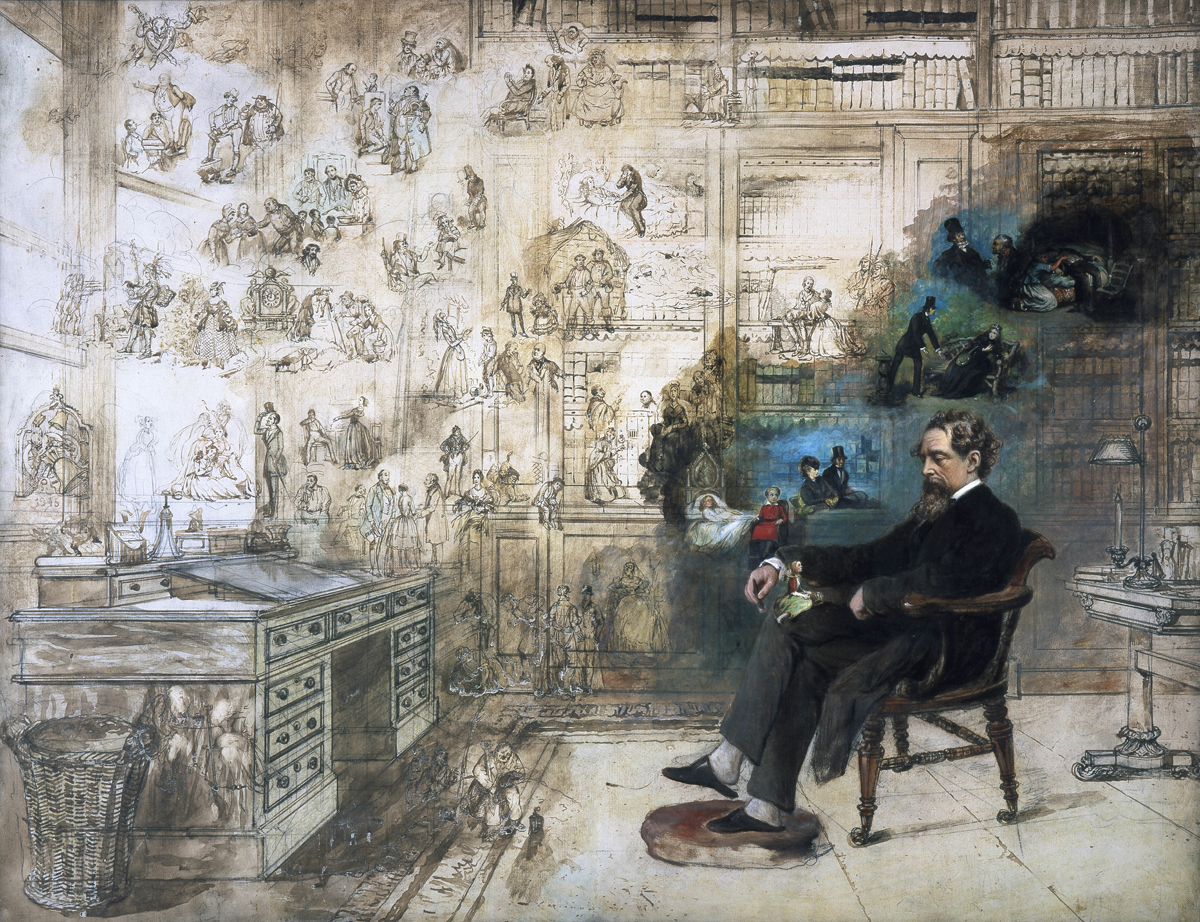
Link se retrouve dans un monde étrange, et tous les indices qu'il reçoit lui laissent penser qu'il est coincé dans un rêve (Le Rêve de Dickens (Dickens' Dream) tableau inachevé de Robert William Buss (1804-1875) - Musée Charles Dickens de Londres).

Le jeu embarque de nombreux symboles, comme le hibou, animal représentatif de la nuit, moment propice pour le rêve, ou le lit, qui permet à Link de s'endormir et d'obtenir l'ocarina pendant un rêve. Selon les auteurs de l'ouvrage français Zelda: Chronique d'une saga légendaire, les similarités du jeu avec le précédent opus peuvent expliquer le rêve. La fin du jeu, lorsque Link se retrouve sur les restes de son bateau flottant sur l'eau, avec le Poisson-rêve dans les airs, pousse également le joueur à se demander si c'est bien la tempête qui a détruit son bateau et si l'île était bien un rêve,. Finir le jeu procure donc logiquement le sentiment d'une perte.

## Système de jeu

### Généralités
Link's Awakening est un jeu d'action-aventure centré sur l'exploration et le combat, à l'instar de la plupart des jeux de la série The Legend of Zelda se déroulant dans un univers médiéval-fantastique. Le jeu reprend quasiment à l'identique le système de jeu comme les graphismes du précédent épisode A Link to the Past. Le gameplay comporte cependant de nombreuses innovations et procure une expérience de jeu inédite. La plus grande partie de l'action se déroule dans une perspective en vue de dessus. Cependant, le jeu propose des séquences de jeu en défilement horizontal similaires à celles de Super Mario Bros., notamment dans les donjons ou dans certains mini-jeux, passages secrets ou souterrains. Ces passages sont peuplés d'ennemis issus de l'univers du célèbre plombier et comportent également de gros tuyaux habités par des plantes carnivores,,,,. La carte du monde, comme les donjons et les grottes, sont rendus à l'écran grâce à une technique appelée flip-screen (ou flick-screen) : la carte est divisée en de nombreux rectangles correspondant chacun à la taille exacte de l'écran. Le jeu affiche un seul écran fixe, dans lequel le joueur peut déplacer le personnage librement. Lorsque le personnage atteint n'importe lequel des côtés de l'écran, un effet de transition fait disparaître l'écran en cours et affiche la partie adjacente de la carte, offrant de nouveaux graphismes, lieux et ennemis,.
Si Link's Awakening est très fortement inspiré de son prédécesseur, le jeu ne peut utiliser que les quelques boutons de la Game Boy, deux boutons d'action (A et B) et les boutons Start et Select. Le jeu comporte de courtes séquences cinématiques. Le joueur dispose également d'une carte du monde se révélant au fur et à mesure que le personnage la parcourt,. La disposition des salles de chaque donjon, comme dans le premier jeu de la série intitulé  The Legend of Zelda, représente une forme particulière, par exemple un masque.

### Reprise du concept d'A Link to the Past
Le joueur dirige Link qui arpente l'île de Cocolint et combat de nombreux ennemis. Il doit résoudre de nombreuses énigmes qui lui permettent d'échanger des items avec les personnages non-joueurs afin de faire progresser les caractéristiques de son personnage, et lui permettent d'accéder à des donjons qui deviennent de plus en plus grands et de plus en plus difficiles. La compréhension des dialogues avec les habitants de l'île et leurs attentes est un aspect primordial pour comprendre leurs besoins, échanger les objets et avancer dans la quête. Le jeu alterne donc des phases de recherche et de réflexion permettant ces échanges d'objets et les donjons où l'action, la recherche et la réflexion sont nécessaires. Dans chacun des huit donjons, Link a pour but de récupérer des objets, des instruments de musiques en battant le boss, qui lui permettront d'atteindre le combat final. Chaque donjon comporte également un objet, ou une arme permettant de faire progresser les attributs de Link, mais aussi d'avancer dans la quête principale. Comme dans les opus précédents, les donjons labyrinthiques recèlent des énigmes que le joueur doit résoudre pour trouver le chemin vers le boss, la grande clef qui permet d'ouvrir la dernière porte, de nombreuses petites clef, la boussole indiquant la placement du boss, et la carte qui est le plan du donjon.
Quand Link élimine un boss, il obtient également un cœur de vie, qui augmente sa capacité de vie. Le joueur peut aussi augmenter ces capacités en récupérant des quarts de cœurs disséminés sur l'île, qui constitue un cœur dès que le joueur en trouve quatre. Lorsque Link est touché par un adversaire, touché par un piège, ou tombe dans un trou, il perd un ou un demi-cœur de vie. Pour récupérer de la vie, Link peut récupérer des cœurs de vie que ses ennemis laissent aléatoirement lorsqu'il les tue. Le système de fontaine des fées permettant de régénérer entièrement la vie du personnage est toujours présent. Lorsque les ennemis meurent, ils laissent aléatoirement des rubis qui permettent aux joueurs d'acheter des items dans les magasins ou de jouer à des jeux. Ces ennemis peuvent également laisser des bombes ou des flèches derrière eux. Link peut aussi récupérer des items cachés dessous certains éléments comme les jarres ou dans les buissons et l'herbe,.
Link dispose globalement des mêmes capacités, déplacements et actions que dans le précédent opus A Link to the Past, notamment la même attaque tournoyante à l'épée. Il peut également parer les coups des ennemis en bougeant son bouclier et attaquer en sautant.

### Nouveautés dugameplay
Link's Awakening permet au joueur d’attribuer sans distinction de nombreux objets ou armes aux deux boutons d'action de la Game Boy. Au cours de la quête, le joueur peut donc acquérir l'épée, le bouclier, le bouclier-reflet et l'arc, les bombes, la plume qui permet de sauter, un bracelet de puissance qui permet de soulever les objets lourds et le super bracelet qui permet de soulever les plus grosses statues. Il peut également obtenir un grappin qui permet de s'agripper et franchir les précipices, les bottes de Pégase qui permettent de courir dans une ligne droite et de détruire ce qui se trouve sur le chemin, une pelle pour creuser le sol, un sac de poudre magique qui permet de faire diverses choses, et le bâton de feu. La loupe peut être obtenue grâce aux échanges d'objets avec les personnages non-joueurs et le boomerang en l'échangeant contre l'un des objets que Link a en sa possession. D'autres objets sont automatiquement actifs sur le personnage sans que le joueur n'ait besoin de les sélectionner, notamment les palmes permettant de nager en eaux profondes ou le remède redonnant la totalité de sa vie au personnage.

Pour la première fois dans la série Zelda, Link peut sauter, grâce à un nouvel item, la plume.

C'est le premier jeu de la série Zelda qui permet à Link de sauter. Il introduit également la nage sous-marine. Le jeu permet de configurer n'importe quel objet aussi bien sur le bouton A que sur le bouton B. Ceci permet au joueur de faire des combinaisons inédites dans les précédents jeux de la série. Par exemple, le jeu propose des difficultés qui peuvent uniquement être franchies en combinant les bottes de Pégase et la plume, ce qui permet de réaliser un saut en courant au-dessus de grands espaces. Link peut également ramasser un item de forme triangulaire appelé « fragment de puissance », qui est aléatoirement laissé par les ennemis lorsqu'ils meurent. Cet objet permet au personnage pendant une durée limitée de tuer ses ennemis en un seul coup d'épée. De la même manière, les ennemis abandonnent aussi des glands, qui ont pour effet de réduire les dégâts infligés à Link. Le bouclier permet de parer les coups de son adversaire mais aussi de les repousser. Les énigmes proposent également des nouveautés. Par exemple, Link doit monter sur une plate-forme qu'il doit faire descendre grâce au poids d'une jarre qu'il porte. Link peut aussi être temporairement accompagné de divers personnages comme un chien, qui l'aide en attaquant les ennemis. L'île Cocolint offre un système de téléportation qui permet de réduire les distances de déplacements. Outre sa fonction habituelle qui permet de repérer le boss dans les donjons, la boussole indique également l'emplacement des trésors sur la carte et un signal sonore est émis quand Link rentre dans une pièce où une clef est cachée. Le hibou, personnage non-joueur qui conseille Link durant sa quête, est également présent sous forme de statues disséminées sur l'île Cocolint,. Dans les donjons, Link doit trouver des marbres comportant un éclat, ainsi que le fragment de marbre qui lui permet de lire cette dalle. Ceci lui permet d'obtenir des astuces. Link est également aidé par un personnage appelé Pépé le Ramollo, qui communique uniquement par le biais de téléphones, installés dans un réseau de cabines téléphoniques dispersées sur l'île, anachronisme par rapport à l'époque et le contexte dans lequel est censé se dérouler le jeu.
L'ocarina permet de jouer trois mélodies différentes qui offrent différentes fonctions. Il peut téléporter Link, débloquer des situations ou interagir avec des ennemis ou personnages en les réveillant par exemple. En plus de la quête principale, Link's Awakening offre des quêtes secondaires. De nombreux coquillages secrets sont cachés à travers la carte et quand le joueur en possède vingt, il peut obtenir une épée plus puissante, qui permet de lancer des épées lorsque la vie du personnage est à son maximum, à l'instar des précédents opus. D'autres séquences de jeux permettent à Link de pêcher, d'apprendre des airs d'ocarina, de gagner des objets à un jeu d'attrape-peluche.
Parmi les éléments s'écartant également de l'esprit épique des précédents épisodes figure la possibilité de voler des objets. Link peut dérober un article dans le magasin, mais en subit par la suite quelques conséquences, en récoltant les foudres du vendeur et en étant régulièrement affublé du sobriquet de « voyou » par les personnages non-joueurs. Le jeu dénote d'un certain aspect humoristique et la version française faite par Véronique Chantel bénéficie d'une traduction usant parfois de familiarités.

## Développement

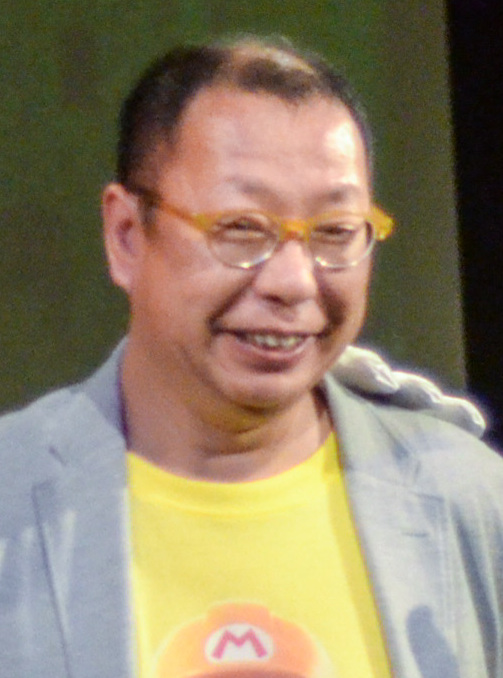
Takashi Tezuka, réalisateur du jeu.

### Genèse
Le développement de The Legend of Zelda: Link's Awakening débute à l’époque de la sortie de la Super Nintendo au Japon, en novembre 1990, en tant que projet non officiel réalisé par le programmeur Kazuaki Morita de chez SRD. SRD est une entreprise de développement japonaise créée en 1979, dont la maison mère est à Osaka, mais les bureaux se situent dans les locaux de Nintendo à Kyoto. Morita crée un jeu à la Zelda uniquement avec le premier kit de développement de la Game Boy et se lance dans ce projet afin de savoir jusqu'où Nintendo peut aller avec cette plate-forme. Des membres de la division Nintendo EA&D le rejoignent après les heures de travail, à la manière d'un club de loisirs et participent avec lui au développement de ce projet. Aucun jeu n'est prévu officiellement, et les développeurs tentent seulement de savoir si la création d'un tel projet est possible. Le résultat de ces expérimentations commence à devenir prometteur, malgré un aspect visuel monochrome. C'est pourtant le premier jeu que ces programmeurs développent sur Game Boy. Au moment de la sortie d’A Link to the Past en 1991 sur Super Nintendo, Takashi Tezuka demande la permission officielle à Nintendo de développer un jeu dans la franchise Zelda sur console portable, puis devient réalisateur de ce projet adapté de leur travail officieux et endosse également le rôle de développeur principal. À ce moment-là, l'équipe obtient un nouveau kit de développement, donné par la division Nintendo R&D1, qui est en fait le moteur de jeu de Kaeru no Tame ni Kane wa Naru[réf. à confirmer]. Dès le départ, le jeu est pensé comme un portage direct d'A Link to the Past sur la plate-forme mobile. Cependant, il évolue en tant que jeu original.

### Liberté de création
Le développement du jeu se déroule dans un état d'esprit vraiment spécial. Ayant débuté ce projet dans la liberté la plus totale, de manière non officielle, les créateurs se sont un peu « lâchés » en ce qui concerne le contenu. Par exemple, le personnage appelé Tarkin possède les traits de Mario et un autre personnage ressemble à Luigi. Les créateurs considèrent à l'époque qu'adopter ce choix est amplement suffisant pour un jeu Game Boy, d'autant plus qu'ils sont limités en termes de design par l'absence de couleur. Dans une des versions intermédiaires du jeu, Morita, qui a toute liberté de création, permet à Link de s'accrocher à un Chomp et de se promener avec, bien que ce soit un ennemi. En outre, le jeu de pêche est créé et inclus dans le jeu par Morita, qui est un grand passionné de cette pratique.
Selon Tezuka, la première partie du développement complètement libre est le résultat du contenu peu conventionnel retrouvé dans le jeu, comme tous les caméos non autorisés des personnages des séries Mario et Kirby. Il ne se rappelle pas si une demande officielle pour utiliser des personnages d'autres jeux a été faite auprès de Nintendo ou d'HAL Laboratory, pour l'inclusion de Kirby dans le jeu. Lors d'une interview Iwata demande sur le sujet de la série Zelda sur console portable, Tezuka, Eiji Aonuma et Satoru Iwata relatent que la création d'un jeu vidéo Nintendo aussi libre, avec l'inclusion de personnages issus de divers franchises, qui plus est dans un jeu Zelda, n'est plus possible [en 2009].
Le développement se déroule très bien et avance vite, ce qui, selon les développeurs, explique probablement la légèreté avec laquelle ils ont abordé ce travail et le plaisir qu'ils ont pris à le faire. Tezuka relate que l'équipe a l'impression de réaliser la parodie du propre jeu qu'ils ont précédemment développé.

### Conception
| Profil d'un homme de type asiatique, souriant, portant des lunettes. |  | Portrait d'un homme de type asiatique.                                             |
| Kensuke Tanabe rejoint l'équipe au début du développement.           |  | Yoshiaki Koizumi réalise l'intrigue principale et amène le côté romantisme au jeu. |

Kensuke Tanabe, qui a écrit le scénario d’A Link to the Past, rejoint l'équipe au début du développement et amène les bases de l'histoire. Tezuka veut faire de Link's Awakening un spin-off de la série. Il demande donc à Tanabe de ne pas inclure les éléments communs de la série, tels que la princesse Zelda, la Triforce et l'univers d'Hyrule. En conséquence, Tanabe propose le concept de l'île perdue, en l'occurrence l'ile Cocolint avec un œuf géant en haut d'une montagne. Situer l'intrigue sur une île est un moyen de faire table rase de l'univers des précédents jeux en présentant, loin du royaume d'Hyrule, un nouveau terrain de jeu et de nouveaux protagonistes. Tanabe met ici en œuvre une idée ancienne pour la fin du jeu. L'idée de l'œuf géant cassé en haut d'une montagne est à l'origine pensée pour A Link to the Past, mais l'idée est à l'époque écartée. Tanabe veut vraiment voir ce concept, et réussit finalement à l'inclure dans  Link's Awakening en tant que base fondamentale de l'histoire. Pour créer le système d'échanges, Tanabe s'inspire du conte populaire japonais Warashibe Chōja, dans lequel un homme pauvre devient riche par le moyen d'échanges successifs à partir d'un brin de paille. Ce concept est repris dans de nombreux jeux de la série.
Par la suite, Yoshiaki Koizumi, qui a précédemment travaillé sur l'intrigue d’A Link to the Past, est intégré à l'équipe. Il travaille auparavant dans une autre division en tant qu'illustrateur, ainsi qu'avec Yōichi Kotabe, mais l'équipe juge qu'il est la personne appropriée pour réaliser une histoire. Il apporte des idées dans la conception de l'île et conçoit les interactions entre les personnages non-joueurs villageois. Il conçoit la cinématique d'introduction et l'intrigue principale du jeu. Satoru Iwata qualifie Koizumi de « romantique » et en déduit que cet aspect du jeu en est la conséquence. Eiji Aonuma considère Link's Awakening comme le premier jeu de la série Zelda à posséder une intrigue décente, ce qu'il attribue au romantisme du scénario.

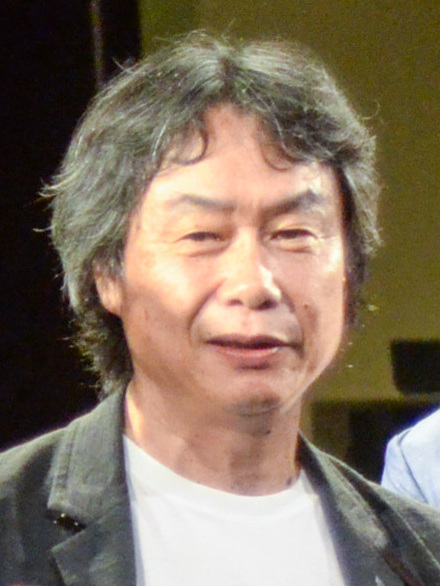
Shigeru Miyamoto, producteur du jeu, ne participe pas au développement créatif, mais intègre l'équipe de testeurs et influence grandement la deuxième partie du développement.

Au départ, Tezuka prévoit que l'univers du jeu doit posséder la même ambiance que la série télévisée américaine Twin Peaks de David Lynch. L'intrigue de cette série est centrée autour de quelques personnages dans une petite ville, avec une ambiance étrange impliquant des personnages plus mystérieux les uns que les autres, des éléments typiques de l'univers du réalisateur. Tezuka souhaite alors faire de même pour le jeu, qu'il veut de faible envergure afin de faciliter sa compréhension, mais marqué par des caractéristiques très fortes. Il suggère que chaque personnage du jeu ait un comportement suspect, à la manière de ceux de la série. Cette caractéristique est reconduite dans de nombreux jeux de la série Zelda, par exemple dans Ocarina of Time et Majora's Mask. Tanabe crée les personnages étranges et est également chargé de tous les événements secondaires de l'histoire. Il écrit la plupart des dialogues tenus par les personnages à l'exception de ceux du hibou et du Poisson-rêve,. Masanao Arimoto et Shigefumi Hino conçoivent le design des personnages et Yōichi Kotabe officie en tant qu'illustrateur. Arimoto dessine toutes les photos, sauf le début et la fin du jeu. Yasahisa Yamamura crée les donjons, ce qui inclut la conception des pièces, le cheminement à effectuer ainsi que le placement des ennemis. Shigeru Miyamoto, producteur du jeu, ne participe pas au développement créatif, car il est occupé par un autre projet qui lui prend trop de temps,. Cependant, il intègre l'équipe de testeurs et son opinion influence grandement la deuxième partie du développement du jeu.
Finalement, l'équipe de développeurs ayant créé A Link to the Past est quasiment complètement reconstituée, afin de faire avancer ce nouveau projet. Le développement de Link's Awakening dure au total un an et demi.

## Bande-son
Les musiques de Link's Awakening sont composées par Minako Hamano et Kozue Ishikawa, dont il s'agit pour toutes deux du premier projet,. Kazumi Totaka est responsable de la programmation sonore et de tous les effets sonores. Les compositions détonnent un peu par rapport à celles des épisodes précédents de la série, mais restent en cohérence avec l'ambiance loufoque du jeu, réalisée en totale liberté et dans une optique majoritairement humoristique. Certaines musiques de la bande-son sont issues du précédent épisode de la série, A Link to the Past. À l'instar de la plupart des jeux de la série Zelda, Link's Awakening intègre une variation du thème récurrent de la carte du monde. La version Game Boy du thème principal est arrangée par Ishikawa. La Ballade du Poisson-rêve, jouée à chaque fin de donjon, ajoute l'instrument obtenu dans chacun d'entre-eux dans la mélodie du thème principal, alors que la Game Boy ne comporte que quatre canaux. Les compositeurs ont programmé certains canaux pour alterner certaines lignes, comme le triangle ou la caisse claire, ce qui permet de donner l'illusion de jouer une musique comportant plus d'instruments que de pistes.

## Commercialisation
The Legend of Zelda: Link's Awakening est commercialisé dans une cartouche de 4 mégabits sur la console portable Game Boy, au Japon le 6 juin 1993 sous le titre Zeruda no Densetsu: Yume o Miru Shima (ゼルダの伝説 夢をみる島) (la sortie au Japon est au départ prévue pour le printemps), puis en Amérique du Nord en août 1993 et en Europe en décembre 1993.
Afin de promouvoir la sortie de Link's Awakening aux États-Unis, Nintendo sponsorise la compétition Zelda Whistle Stop Tour. Durant quatre jours, un train parcourt les États-Unis d'une côte à l'autre, de New York à Seattle, en s'arrêtant de gare en gare. À son bord, vingt-quatre joueurs amateurs du jeu Zelda sur Game Boy, choisis durant trois jours de tests précédant le départ, se lancent dans une course contre la montre pour finir le jeu en premier,. L'opération n'est pas seulement destinée à promouvoir Link's Awakening, mais aussi la longévité des batteries de la Game Boy et sa portabilité, ce dernier point étant crucial pour jouer à un titre Zelda sur console portable,. La sortie du jeu aux États-Unis est accompagnée d'une campagne marketing pour laquelle le comédien britannique Rik Mayall est engagé afin de promouvoir le jeu.
Le jeu est réédité en mars 1997 aux États-Unis dans la gamme Player's Choice. Cette version bénéficie de quelques couleurs quand elle est utilisée sur la Super Nintendo avec le Super Game Boy,. Le jeu est également réédité à la même période en Europe dans la même gamme (Nintendo Selects en France).
Afin de soutenir le lancement de la Game Boy Color, Nintendo commercialise une version colorisée du jeu intitulée The Legend of Zelda: Link's Awakening DX. Cette version sort au Japon le 12 décembre 1998 sous le titre Zeruda no Densetsu: Yume o Miru Shima Derakkusu (ゼルダの伝説 夢をみる島DX), en Amérique du Nord et en Europe en décembre 1998,.
En 2010, Nintendo annonce la commercialisation de la version DX sur la console virtuelle de la Nintendo 3DS. Le jeu sort le 7 juin 2011. En juillet 2013, Link's Awakening DX est offert, parmi plusieurs jeux sur la console virtuelle, aux membres du Club Nintendo américain possédant un statut « élite ». Le jeu sort ensuite le 8 février 2023 sur le Nintendo Switch Online.

## Spécificités deLink's Awakening DX
The Legend of Zelda: Link's Awakening DX est une version colorisée du jeu sortie à partir de décembre 1998 sur Game Boy Color, offrant plusieurs nouveautés. Tous les éléments du jeu original sont repris et complétés par quelques nouvelles fonctionnalités. Le jeu est rétrocompatible avec la Game Boy. Nintendo a légèrement amélioré la qualité des graphismes.

Logo de The Legend of Zelda: Link's Awakening DX.

Le jeu propose un donjon supplémentaire, dont les énigmes sont essentiellement fondées sur la couleur, y compris l'affrontement final avec le boss. Dans ce donjon, Link peut obtenir une nouvelle et meilleure tunique, bleue pour la défense et rouge pour l'attaque.
Des bugs de déplacement ont été supprimés. Certains textes ont été modifiés afin de faciliter le déroulement de la quête. D'autres éléments subissent de légers changements ; par exemple, le bikini que doit trouver Link dans la version originale devient un collier dans la version DX, et le texte du personnage non-joueur est transformé de « Le petit coquin ! » en « J'ai déjà cherché par là. ». Dans les donjons, les marbres comportant un éclat, ainsi que les fragments de marbre sont remplacés par des statues du hibou et la partie à trouver est son bec.
La version DX est également compatible avec le Game Boy Printer et permet d'imprimer des photos. Dans cette version, un personnage non-joueur photographe suit régulièrement les agissements et les déplacements de Link, afin de prendre des photos à des moments clefs et immortaliser ces instants. Ces clichés peuvent être visualisés durant la partie dans une sorte d'album, mais peuvent également être imprimés,.
La version DX qui sort en juin 2011 sur la console virtuelle de la Nintendo 3DS permet deux options d'affichage supplémentaires. Par défaut, la console portable adapte l'affichage à la résolution de son écran supérieur. L'autre option permet d'afficher le jeu dans sa taille d'origine, ce qui réduit la taille de l'affichage. L'émulateur représentant une Game Boy affiche un nouveau voyant de batterie. Cette version hérite de la fonction de mise en pause issue de la console virtuelle Wii. Le jeu propose également une nouvelle option permettant de faire à tout moment un point de sauvegarde, qui permet de recharger la partie et la recommencer à partir de ce point. Le Game Boy Printer n'est plus pris en charge,.

## Accueil

### Critiques de la version originale
Link's Awakening est très bien accueilli par la presse spécialisée, qui s’enthousiasme de sa profondeur et ses qualités, le désignant comme l'un des meilleurs jeux du moment sur la portable de Nintendo. Sur GameRankings, il obtient une moyenne de 89,82 % en septembre 2017 avec huit critiques.
Pour Electronic Gaming Monthly, les graphismes sont « incroyables », et « superbes pour la plate-forme ». Joypad voit des graphismes variés, mignons et comportant de nombreux détails, sans pour autant être exceptionnels. Le magazine note des scrolling fluides, ainsi que des personnages bien animés. Consoles + juge les graphismes très bons pour la plate-forme, bien que monochromes, et relève un scrolling fluide. Player One qualifie les graphismes de simples et superbes. Pour Nintendo Magazine System, en effet la Game Boy ne peut produire les effets spéciaux et la couleur de la Super Nintendo, mais les graphismes du jeu et de l'île Cocolint ressemblent beaucoup à ceux d’A Link to the Past, et en recréent l'ambiance et le pittoresque. Le magazine est donc étonné d'une telle prouesse et rajoute que les graphismes sont agréables à voir sans sacrifier du détail de l'image.
Selon Player One, certaines énigmes peuvent être compliquées. Joypad considère le jeu comme le plus difficile de la série (au moment de sortie). Pour le magazine, le jeu, qui regorge de secrets et d'action, possède une longue durée de vie. Consoles + met en avant l'étendue de la carte et les innombrables objets à trouver. Cependant, le magazine fait remarquer que la configuration des objets sur les boutons n'est pas pratique. Player One juge la maniabilité parfaite, ce que confirme Joypad, évoquant « facilité et aisance ».
Electronic Gaming Monthly juge les sons « superbes ». Joypad estime le son de qualité, avec des musiques peu lassantes. Consoles + considère les musiques très variées et les thèmes repris de la version Super Nintendo très bien adaptés, et juge les bruitages très bons. Cet avis est partagé par Nintendo Magazine System.
Selon Consoles +, le scénario est très bien « ficelé ». Consoles + juge la traduction de l'anglais vers le français très peu réussie, un des journalistes relevant même une certaine vulgarité dans le vocabulaire choisi.
Joypad voit en Link's Awakening le meilleur jeu de la Game Boy et relève ses nouveautés. Pour Player One, c'est le meilleur jeu d'aventure sur console portable au moment de sa sortie et il est qualifié d'« incontournable et indétrônable ». Consoles + le qualifie également de meilleur jeu. Nintendo Magazine System est heureux de constater que Nintendo ne s'est pas contenté de porter le précédent épisode sur sa console portable, mais a créé un réel jeu inédit. Le magazine rajoute que le jeu établit un standard de qualité sur la portable, et reste le meilleur jeu commercialisé sur la plate-forme depuis un an. Electronic Gaming Monthly n'hésite pas à donner une note élevée au jeu le qualifiant de « chef-d'œuvre ».

### Critiques de la versionDX
Link's Awakening DX est très bien accueilli par la presse spécialisée lors de sa sortie et obtient des notes globalement légèrement meilleures que la version originale. Si certains observateurs sont déçus par le nouveau donjon, les autres voient un apport important à un jeu d'un très bon niveau. Certains d'entre eux relèvent l’obligation de changer très souvent la configuration des nombreux objets sur les deux seuls boutons disponibles. La colorisation et la qualité des graphismes sont largement applaudies et le jeu est globalement considéré comme un classique et incontournable de la Game Boy Color. Sur GameRankings, Link's Awakening DX obtient une moyenne de 91,21 % en septembre 2017 avec douze critiques.
Pour Nintendo Magazine, ce nouveau Zelda est « rutilant » grâce à la couleur. Selon Electronic Gaming Monthly, la couleur rajoute de la vie à un jeu déjà bon. Consoles + considère que le passage à la couleur apporte « indéniablement une dimension supplémentaire au jeu ». Rétrospectivement, le magazine fait remarquer comparativement le manque de couleur de la version originale, et relève par conséquent l'apport de beaucoup de charme, malgré les problèmes pour distinguer chacune des teintes proposées. Jeuxvideo.com voit des graphismes colorisés assez réussis. Pour Gamekult et IGN, la colorisation tend à beaucoup faire ressembler les graphismes à ceux du précédent épisode, A Link to the Past,. GameSpot partage cet avis, mais rappelle que « ce n'est pas une mauvaise chose ».
Selon Consoles +, la richesse du jeu permet une longue durée de vie, mais le magazine pondère son avis en relevant l'insuffisance du nombre de boutons pour configurer de très nombreux objets. Nintendo Magazine juge aussi que la présence de seulement deux boutons oblige à modifier fréquemment la configuration. GameSpot signale également que certains joueurs pourront être dérangés par les changements constants d'objets sur chaque bouton, mais juge la méthode choisie par Nintendo idéale par rapport aux possibilités de la plate-forme. Electronic Gaming Monthly qualifie le nouveau donjon de « déception », le jugeant trop simple et trop court, avis que partage Gamekult. Pourtant, IGN estime que le nouveau donjon ajoute de la valeur par rapport à l'original et souligne par ailleurs la difficulté à trouver tous les endroits permettant de faire des photos. GameSpot apprécie la compatibilité totale du Game Boy Printer, d'autant plus que ce périphérique a un coût élevé.
Consoles + s'étonne de la très bonne qualité sonore du jeu sur la Game Boy Color.
GameSpot pense que le jeu rend « le monde effrayant des jeux de rôle sur console » facilement accessible à tous. Consoles + juge la réédition de Link's Awakening DX comme une bonne idée et doit se contenter de quelques nouveautés dont un donjon supplémentaire, malgré l'envie de voir de nouvelles aventures. Nintendo Magazine qualifie le jeu de « grand classique colorisé » et d'« incontournable sur la Game Boy Color ». Pour Electronic Gaming Monthly, le meilleur jeu de la Game Boy a été amélioré et cette version DX est probablement le meilleur jeu disponible sur la plate-forme. IGN donne la note maximale au jeu et rajoute que « Nintendo a su retravailler la magie du jeu pour l'adapter aux nouveaux standards, tout en rajoutant des éléments et en conservant le jeu original intact ».
Toutefois, malgré un 9 sur 10 donné au jeu, Gamekult le critique assez sévèrement. Le site considère le scénario détonnant des autres épisodes de la série Zelda comme une vraie trahison. Le jeu est évoqué comme une « resucée », n'apportant rien par rapport à la version originale, mis à part la colorisation offrant un regain d'intérêt.

### Critiques de la version dématérialisée

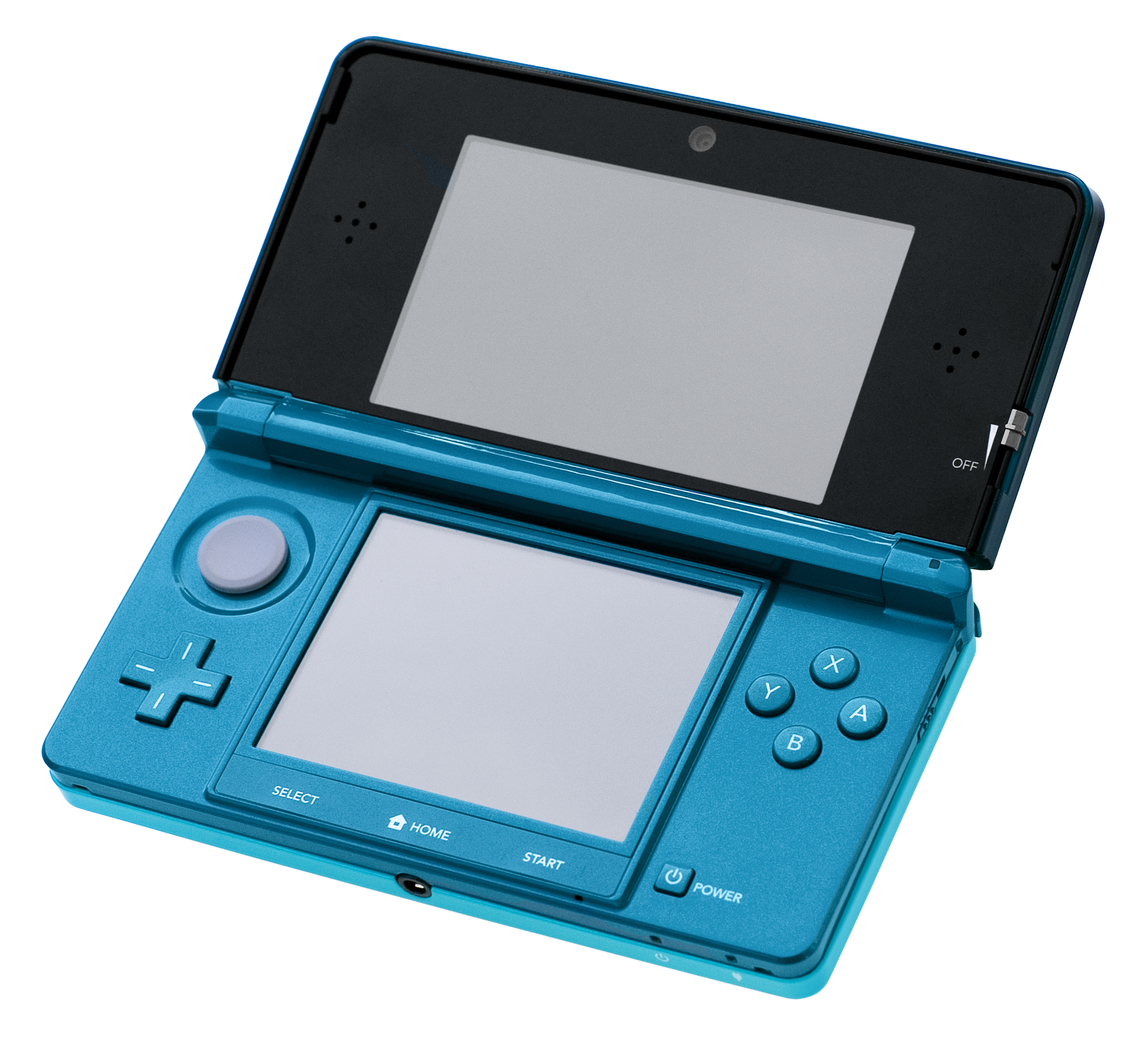
C'est la version Link's Awakening DX qui sort sur la console virtuelle de la Nintendo 3DS en 2011.

La sortie de Link's Awakening DX sur Nintendo 3DS est très bien accueillie par la presse spécialisée. L'affichage de l'écran avec une résolution modifiée offre un résultat un peu flou en raison des différences avec la résolution de l'original. Si jouer avec la configuration d'origine permet un affichage net, IGN fait remarquer la perte d'affichage, passant de 400 × 200 pixels à 160 × 144 pixels. IGN relève la disparition de la prise en charge du Game Boy Printer, que le site juge comme un « sacrifice ». IGN donne une note proche de la perfection et évoque une « expérience de jeu merveilleuse ». NintendoLife juge les sprites toujours aussi charmants. Pour le site, l'usage de la croix directionnelles de la Nintendo 3DS permet des mouvements plus fluides et la densité de la carte et du gameplay justifie le prix d'achat. Le site conclut sa critique en rappelant que cette version DX est l'un des meilleurs jeux disponibles sur la console, bien que ce soit un jeu Game Boy.

### Ventes
Link's Awakening se vend bien et permet à la Game Boy de dynamiser ses ventes, qui progressent de 13 % en 1993, faisant de cette année-là l'une des plus profitable pour Nintendo aux États-Unis. Le jeu reste dans la liste des meilleures ventes pendant quatre-vingt-dix semaines aux États-Unis,. La version originale et la version DX se sont vendues à plus de 6 millions d'exemplaires à travers le monde, dont plus de 2 millions pour cette dernière,,. Fin 2016, la version DX, version dématérialisée comprise, s'est écoulée à 2,2 millions d'unités à travers le monde. La version originale totalise seulement un peu plus de 500 000 ventes au Japon, des chiffres éloignés de ceux de ses prédécesseurs. Près de 3,3 millions de copies de l'épisode original sont écoulées en Occident, presque autant qu’A Link to the Past. Dans le monde, 3,8 millions de copies sont vendues au total.
En France, lors de la sortie de la version DX le 11 décembre 1998, c'est un « véritable raz-de-marée humain » dans les magasins parisiens, devant lesquels se forment des files d'attente, selon Consoles +, précisant que c'est une première dans l'hexagone. Nintendo a approvisionné chaque magasin de 80 000 pièces, quantité insuffisante pour répondre à la demande. La plus grosse partie de la production est destinée aux marchés américain et japonais, qui sont en rupture de stock quasi-permanente. Au départ, Nintendo of America prévoyait 1,5 million de ventes, mais c'est près de 3 millions de cartouches qui se vendent sur cette période. Néanmoins, Nintendo réapprovisionne le marché européen de 120 000 unités la semaine suivant la sortie, puis 50 000 mi-janvier et 100 000 à la fin du mois. Ces livraisons n'ont pas empêché la mise aux enchères du jeu, qui s'écoulait à près de 2 500 francs à cette période. A la mi-janvier, Nintendo France annonce par ailleurs avoir écoulé tous ses stocks, qui s'élevaient à 250 000 unités.

## Postérité

### Influence et importance
Bien que Nintendo ait adapté la franchise Zelda sur Game and Watch en 1989, une plate-forme limitée technologiquement ainsi qu'en termes de gameplay, Link's Awakening reste la première véritable adaptation de la franchise sur console portable.
Selon Eve-Lize Blanc-Deleuze, responsable du marketing et de la communication à Nintendo France à l'époque de la sortie, un jeu de la complexité de Link's Awakening a contribué à donner à la Game Boy une stature de vraie console de jeux vidéo, alors que ses jeux étaient plutôt considérés comme inférieurs à leurs homologues sur console de salon. Cette vision est confirmée par Christophe Kagotani, à l'époque correspondant au Japon pour la presse française, qui relate que Link's Awakening était parfois considéré comme une version diminuée d’A Link to the Past sur l'archipel. Le site web IGN confirme globalement cette position.
Les directions prises dans Link's Awakening ont élargi le champ des possibilités de la série Zelda. Eiji Aonuma qualifie Link's Awakening de décisif pour la série. Il précise que si ce jeu n'était pas arrivé après A Link to the Past, Ocarina of Time aurait été très différent,. Il le désigne comme le jeu isométrique Zelda de la quintessence. En 2009, le livre Guinness des records le liste comme l'un des jeux les plus influents durant les années qui suivent sa sortie.
Plusieurs éléments issus de Link's Awakening sont repris dans les suites de la série. Ce nouveau système d'échanges d'items, inauguré dans cet épisode, est par la suite repris dans les autres épisodes de la série. De nombreux aspects du jeu vont devenir des incontournables de la série, tels que la pêche. Link peut apprendre différents airs d'ocarina, ce qui deviendra plus tard le mécanisme central du jeu Ocarina of Time. La musique devient un élément de premier plan dans le jeu, comme dans plusieurs épisodes suivants. Le hibou est plus tard repris dans Ocarina of Time.
Link's Awakening est le premier jeu de la série auquel Shigeru Miyamoto ne participe pas à la réalisation. C'est aussi la première fois que les marqueurs de la série que sont Hyrule, la princesse Zelda, Ganon et la Triforce sont absents. C'est également la première fois dans la série Zelda qu'un jeu abandonne la structure archétypale des scénarios des précédents jeux de la série, du valeureux chevalier luttant contre un tyran pour sauver un royaume et délivrer une princesse. Link's Awakening, avec The Legend of Zelda et son horloge, est l'un des seuls épisodes à proposer des items à durée limitée, les fragments de puissance et les glands, à l'instar des étoiles d’invincibilité appelées Starman dans Super Mario Bros..

### Distinctions
Link's Awakening obtient de nombreuses distinctions.
Dans les classements des meilleurs jeux Zelda de tous les temps, le site web IGN place le jeu au 5e rang de son top 10, Kotaku au 2e rang de son top 15, US Gamer au 3e rang de son top 20 et Eurogamer au 3e rang de son top 10. GamesRadar+ le place au 4e rang de son top 10. Selon Retro Gamer, les fans considèrent Link's Awakening comme le meilleur jeu de la série sur console portable.
Dans les classements des meilleurs jeux Game Boy de tous les temps, Game Informer désigne le jeu 2e  de son top 25 en 1998 puis, 3e meilleur jeu Game Boy Color en 2014,. Nintendo Power le désigne meilleur jeu Game Boy de l'année 1993 dans un top 20, à l'instar d’Electronic Gaming Monthly. Nintendo Power classe aussi la version DX à la 2e place des meilleurs jeux Game Boy et Game Boy Color en 2008. En mars 2018, Jeuxvideo.com le désigne meilleur jeu des deux portables dans son top dix.
Dans le classement des meilleurs jeux Nintendo de tous les temps, IGN place le jeu à la 14e place de son top 125 et Nintendo Power le désigne 56e de son top 200. Dans le classement des meilleurs jeux de tous les temps, IGN le désigne 78e de son top 100 en 2007 et Nintendo Power place la version DX 25e de son top 285.
En mai 1994, Nintendo Power décerne plusieurs distinctions au jeu dans la catégorie Game Boy : meilleurs graphismes et meilleur son, meilleurs contrôles, jeu le plus difficile, et meilleur jeu Game Boy, devant Mega Man IV et Yoshi's Cookie. GamesRadar+ désigne le mini-jeu permettant de gagner une poupée Yoshi comme l'un des meilleurs moments de la série Zelda et place Link's Awakening dans sa liste des jeux punissant les tricheurs de façon « diaboliquement marrante ».
Link's Awakening est listé à la 42e place des 50 jeux les plus influents de l'histoire par le Livre Guinness des records « Gamer's Edition » en 2009.

### Adaptation et reprises

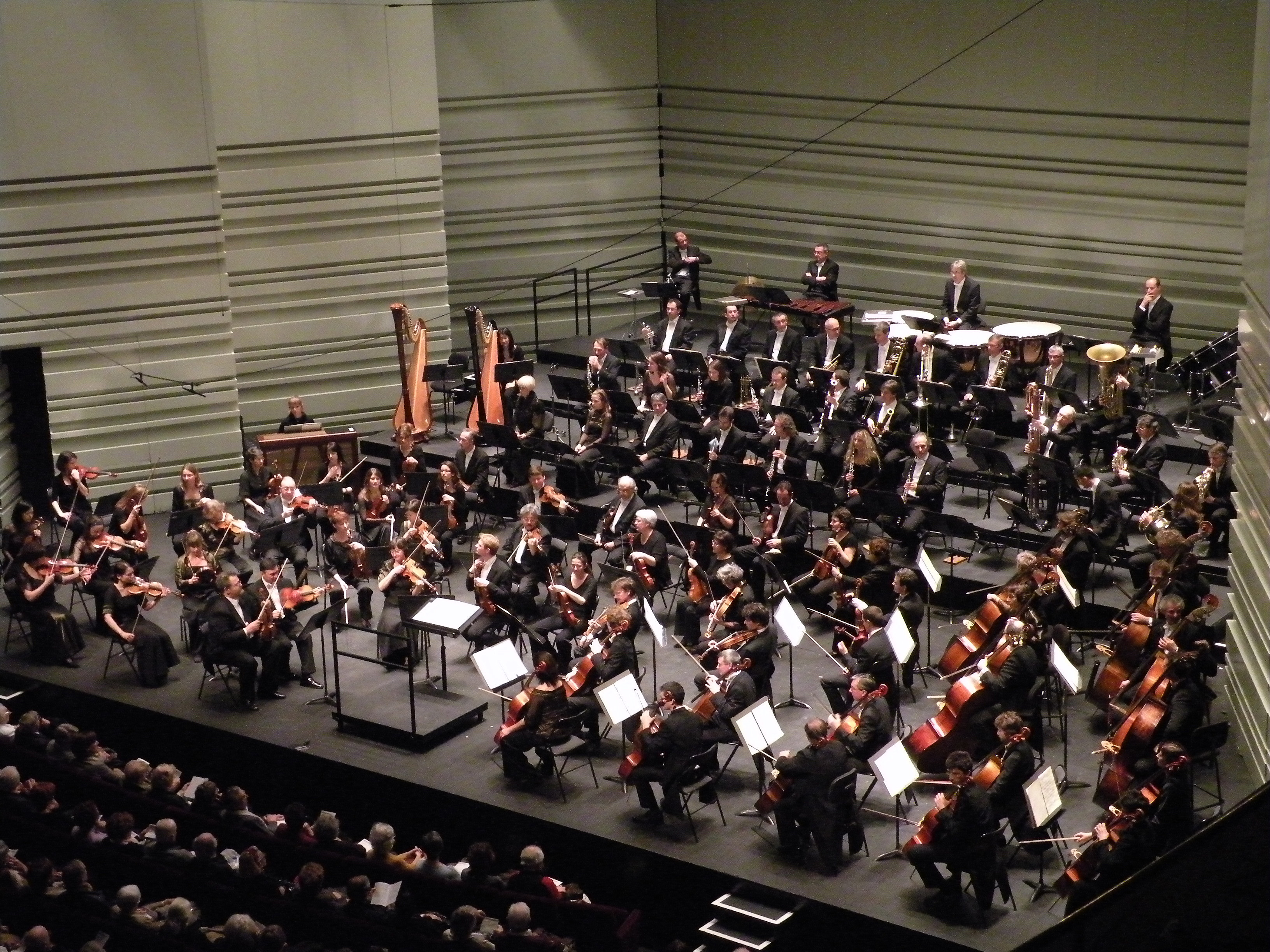
Certaines musiques de Link's Awakening sont reprises dans plusieurs concerts symphoniques jouant des musiques de jeux vidéo ou plus précisément de la série Zelda.

Le thème musical des crédits du jeu à la fin de la partie, intitulé Yume o Miru Shima e, est réorchestré par Yuka Tsuijiyoko et joué durant les représentations de l’Orchestral Game Music Concert 3 en 1993,. Certaines musiques de Link's Awakening , ainsi que plusieurs bandes-son des suites marquantes de la série, sont réorchestrées et rejouées dans une série de concerts symphoniques intitulée The Legend of Zelda: Symphony of the Goddesses. Les représentations ont lieu régulièrement depuis 2012 aux États-Unis ou à travers le monde,,. Le jeu Super Smash Bros. Brawl comporte un remix du thème Tal Tal Heights. Une musique, généralement appelée Totaka's song, présente deux fois dans Link's Awakening, figure dans de nombreux jeux vidéo auxquels a participé Kazumi Totaka, compositeur de ce morceau. Il apparait parfois dans les jeux sous forme d'easter egg, par exemple dans Mario Paint ou dans les jeux de la série Animal Crossing.
Link's Awakening est adapté en manga en deux volumes, écrits et dessinés par Ataru Cagiva, et parus respectivement en mai et septembre 1994 au Japon,.
Depuis 2016, Hyrule Warriors sur Wii U et son portage sur Nintendo 3DS Hyrule Warriors Legends bénéficient d'un DLC permettant de jouer avec deux personnages issus de Link's Awakening, Link et Marine,.
Lors du Nintendo Direct du 13 février 2019, un remake du jeu simplement appelé The Legend of Zelda: Link's Awakening est annoncé sur Nintendo Switch pour 2019, 26 ans après la sortie du jeu original,. À la manière d'A Link Between Worlds, inspiré d'A Link to the Past, le jeu subit une refonte graphique, ajoutant notamment les couleurs, tout en conservant une caméra en vue du dessus. Le jeu est entièrement réalisé en 3D, mais certaines séquences se déroulent en 2D comme dans l'original,,. Tout comme son modèle qui met en scène des personnages issus de la série des jeux Mario, ce remake propose des personnages n'appartenant pas à la série Zelda,.

### Communauté
En 2009, deux versions en trois dimensions du jeu sont développées par des admirateurs, dont l'une dans le style d’Ocarina of Time. En 2011, des passionnés de Minecraft recréent image par image une Game Boy géante sur laquelle Link's Awakening fonctionne, proposant la cinématique d'introduction et le début d'une partie. En 2015, un amateur de la série réorchestre complètement la bande-son de Link's Awakening. Les compositions sont accessibles sur SoundCloud et YouTube, mais aussi disponibles à l'achat via iTunes et Loudr, avec un reversement de royalties effectués à Nintendo.
Lors de la Summer Games Done Quick 2016, un marathon de bienfaisance du speedrun permet à ZorlaxSeven de terminer Link's Awakening DX (100 %) en 85 minutes et 18 secondes. Le speedrunner avait déjà obtenu le record du monde quelques mois auparavant, totalisant quelques secondes de moins, c'est-à-dire 85 minutes et 13 secondes. Depuis, en décembre 2016, le jeu a été terminé plus rapidement, en 81 minutes et 59 secondes. D'autre part, un bug découvert dans le jeu en 2015 permet à un joueur d'exploiter un glitch et de terminer la version DX en moins de 6 minutes.

### Citations du jeu
1. ↑  Nintendo. The Legend of Zelda: Link's Awakening (Game Boy). Nintendo. 6 juin 1993.
2. ↑  Nintendo. The Legend of Zelda: Link's Awakening DX (Game Boy Color). Nintendo. 11 décembre 1998.

### Ressources externes
1. 1 2  (ja) « ゼルダの伝説 夢をみる島 Site officiel », sur Nintendo.
2. 1 2 3 4  (en) « Game Boy (original) Games », sur Nintendo.
3. 1 2 3 4 5 6 7 8 9 10 11 12 13 14 15 16 17 18 19 20  « Iwata demande - The Legend of Zelda sur console portable : une longue histoire », sur Nintendo of Europe, 4 décembre 2009.
4. 1 2  (ja) « The Legend of Zelda: Link's Awakening DX », sur Nintendo.
5. 1 2  « Zelda : Phénoménal », Consoles +, no 85,‎ février 1999, p. 46.
6. 1 2  (en) Lucas M. Thomas, « E3 2011: The Legend of Zelda's 25th Anniversary Inspires Announcements », sur IGN, 7 juin 2011.
7. ↑  (en) Richard George, « The Legend of Zelda Timeline Revealed », sur IGN, 24 décembre 2011.
8. ↑  Eiji Aonuma  et  Akira Himekawa  2013, Chronologie d'Hyrule, terre des Dieux…, p. 69.
9. 1 2 3 4 5 6 7 8 9 10 11 12 13 14 15 16 17 18 19 20 21  Romendil, « The Legend of Zelda - NES (Zelda no Densetsu - Famicom) - Dossier : Zelda », sur Jeuxvideo.com, 11 janvier 2007.
10. 1 2 3 4 5  (en) GameTrailers, « The Legend of Zelda Retrospective - Part 2 » [vidéo], sur GameTrailers, 13 octobre 2006.
11. 1 2 3 4 5  Eiji Aonuma  et  Akira Himekawa  2013, Voyage au cœur d'un rêve éphémère, p. 102-103.
12. 1 2  (en) IGN staff, « The Legend of Zelda Timeline Revealed », sur IGN, 8 août 2016.
13. ↑  (en) Damien McFerran, « Review: The Legend of Zelda: A Link to the Past (Wii U eShop / SNES) », sur NintendoLife, 16 décembre 2013.
14. 1 2  (en) Jason Schreier, « The Legend of Zelda Games, Ranked From Worst To Best », sur Kotaku, 8 février 2017.
15. 1 2 3  (en) Andrew Vestal, Cliff O'Neill et Brad Shoemaker, « History of Zelda », sur GameSpot, p. 11.
16. 1 2 3 4 5 6 7 8 9 10 11 12  (en) Mark Langshaw, « Retro Corner: Zelda: Link's Awakening », sur Digital Spy, 15 janvier 2011.
17. 1 2 3 4 5  (en) Gamespot staff, « The Legend of Zelda 25th Anniversary - A Look Back », sur GameSpot, 22 décembre 2011.
18. 1 2 3 4 5 6 7 8  Oscar Lemaire  2017, VIII : L'aventure portable - La Parodie officielle de Zelda, p. 124-127.
19. 1 2  (en) Jose Otero, « The Legend of Zelda: Link's Stunning Visual Evolution », sur IGN, 10 septembre 2014.
20. ↑  William Audureau, « Miyamoto, la Wii U et le secret de la Triforce », sur Gamekult, 1er novembre 2012.
21. ↑  Arnaud Bonnet, 100 jeux vidéo, 1000 anecdotes !, Éditions Pix'n Love, août 2015, 208 p., p. 92.
22. 1 2  (en) US Gamer team, « What's the Greatest Legend of Zelda Game Ever? We Ranked Them All (Number 10-1) », sur US Gamer, 3 septembre 2016.
23. 1 2 3 4 5 6 7 8 9  « The Legend of Zelda: Link's Awakening », Joypad, no 24,‎ octobre 1993, p. 96-98.
24. 1 2 3 4 5  (en) Tom Phillips, « Retrospective: The Legend of Zelda: Link's Awakening », sur Eurogamer, 20 novembre 2011.
25. ↑  (en) Rob Crossley, « Every Zelda Game, Reviewed », sur GameSpot, 15 février 2016.
26. ↑  (en) Jesse Schedeen, « Stars: Icons - Link », sur IGN, 19 mars 2008, p. 2.
27. 1 2 3 4 5 6 7  Yoda, « The Legend of Zelda: Link's Awakening », Nintendo Player, no 13,‎ octobre 1993, p. 114-119.
28. 1 2  (en) « The Legend of Zelda: Link's Awakening », Nintendo Power, no 94,‎ mars 1997, p. 62-69.
29. ↑  Oscar Lemaire  2017, VIII : Quand la scénarisation s'invite, p. 137.
30. 1 2 3  Nicolas Courcier  et Mehdi El Kanafi  2013, Chapitre IV : Zelda: Link's Awakening - Théâtre nocturne, p. 52-53.
31. ↑  (en) « Link's Awakening - How many endings are there to this game? », sur Zelda Universe (site officiel).
32. 1 2  Nicolas Courcier  et Mehdi El Kanafi  2013, Chapitre IV : Zelda: Link's Awakening - Était-ce un rêve ou la réalité ?, p. 54-57.
33. ↑  Oscar Lemaire  2017, VIII : Quand la scénarisation s'invite - Oh, Marine..., p. 140-142.
34. 1 2 3 4 5 6  Caleb, « L'Aventure a un nom : Zelda ! », sur Gamekult, 20 octobre 2000.
35. ↑  (en) Tony Mott, « Super Game Boy », Super Play, no 23,‎ septembre 1994, p. 63.
36. 1 2 3 4 5 6 7 8 9 10 11  Yoda, « Zelda: Link's Awakening », Consoles +, no 25,‎ novembre 1993, p. 164-165.
37. 1 2 3 4 5 6  (en) « Nintendo Power Player's Guide : The Legend of Zelda: Link's Awakening » (Supplément), Nintendo Power, no 50,‎ juillet 1993.
38. 1 2 3 4 5 6  (en) « The Legend of Zelda: Link's Awakening », Nintendo Magazine System (Royaume-Uni), no 10,‎ janvier 1994, p. 40-45.
39. 1 2  (en) « The Legend of Zelda: Link's Awakening », Nintendo Power, no 48,‎ mai 1993, p. 58-61.
40. 1 2 3 4 5 6 7 8 9  Yoda, « Zelda: Link's Awakening », Player One, no 37,‎ décembre 1993, p. 56-61.
41. 1 2 3 4 5 6 7 8  Yoda, « Zelda DX », Consoles +, no 85,‎ février 1999, p. 76-78.
42. 1 2 3 4 5 6  « The Legend of Zelda: Link's Awakening DX », Nintendo Magazine, no 12,‎ février 1999, p. 56-59.
43. 1 2  Nicolas Courcier  et Mehdi El Kanafi  2013, Chapitre IV : Zelda: Link's Awakening - Une Parenthèse encore ouverte, p. 57-58.
44. 1 2 3 4  Nintendo  1999, 開発スタッフアンケート, p. 108-111.
45. ↑  Corentin Lamy, « L’île dans le jeu vidéo : plus qu’un petit bout de terre, une liberté retrouvée », sur Le Monde - Pixels, 15 octobre 2018.
46. ↑  (en) Joe Skrebels, « Monkey Men: talking to Michael Kelbaugh and Kensuke Tanabe », sur Official Nintendo Magazine, 19 février 2014.
47. ↑  Oscar Lemaire  2017, VIII : Quand la scénarisation s'invite - L'Influence de Twin Peaks, p. 139-140.
48. ↑  Oscar Lemaire  2017, VIII : L'aventure portable - Le Club de loisirs, p. 121-124.
49. 1 2 3 4 5  Nintendo  1993, 「ゼルダの伝説 夢をみる島」開発スタッフ名鑑, p. 120–124.
50. ↑  (en) Brett Elston, « Game music of the day: Link's Awakening », sur GamesRadar+, 19 mars 2010.
51. ↑  « Le trio onirique : Kazumi Totaka, Minako Hamano et Kozue Ishikawa », sur Jeuxvideo.com, 21 janvier 2013.
52. ↑  (ja) « ピアノソロ ゼルダの伝説シリーズ/スーパーベスト » [« Partition de piano - The Legend of Zelda Series »], sur Yamaha Music Media,‎ 26 mai 2010.
53. ↑  « SNES Mini, Mega Drive Classic... L’actualité des consoles des années 1990 en 2017 », sur Le Monde - Pixels, 30 septembre 2017.
54. ↑  (en) « Pak Watch: Zelda for Game Boy », Nintendo Power, no 44,‎ janvier 1993, p. 110.
55. 1 2  (en) Matt Williamson, « Legend of Zelda Still Growing », Rocky Mountain News,‎ 20 août 1993, p. C1.
56. ↑  (en) Dennis Lynch, « Strange, On A Train », sur Chicago Tribune, 23 septembre 1993.
57. ↑  (en) Harrison Bette, « Riding the rails for Nintendo contest », The Atlanta Journal-Constitution,‎ 30 août 1993, B2.
58. 1 2  (en) « Now Playing - The Legend of Zelda: Link's Awakening », Nintendo Power, no 94,‎ mars 1997, p. 95.
59. ↑  [image] (en) « Game Box Shot The Legend of Zelda: Link's Awakening (Nintendo Classics) », sur GameFAQs.
60. ↑  (en) Chris Scullion, « 3DS Virtual Console Will Play Game Boy Games », sur Official Nintendo Magazine, 26 septembre 2010.
61. ↑  (en) Andrew Goldfarb, « 2013 Club Nintendo Elite Status Rewards Now Available », sur IGN, 15 juillet 2013.
62. ↑  « Toutes les Game Boy arrivent sur Nintendo Switch ! Un cadeau idéal pour les nostalgiques ? », sur Jeuxvideo.com, 9 février 2023 (consulté le 14 février 2023).
63. 1 2 3 4 5 6  (en) Adam Cleveland, « Legend of Zelda: Link's Awakening DX », sur IGN, 17 septembre 1999.
64. ↑  Romendil, « Zelda : Link's Awakening - Gameboy (Zelda : Yume o Miru Shima) - Dossier : Zelda », sur Jeuxvideo.com, 11 janvier 2007.
65. 1 2  (en) Lucas M. Thomas, « Legend of Zelda: Link's Awakening DX Review », sur IGN, 14 juin 2011.
66. 1 2  (en) Jacob Crites, « Review: The Legend of Zelda: Link's Awakening DX (3DS eShop / GBC) », sur NintendoLife, 14 juin 2011.
67. 1 2 3 4  (en) « The Legend of Zelda: Link's Awakening », Electronic Gaming Monthly, no 49,‎ août 1993, p. 36.
68. ↑  (en) « The Legend of Zelda: Link's Awakening for Game Boy », sur GameRankings.
69. 1 2 3 4  (en) « The Legend of Zelda: Link's Awakening », Electronic Gaming Monthly, no 116,‎ mars 1999, p. 135.
70. ↑  Wonder, « Zelda GB Dx », Player One, no 95,‎ mars 1999, p. 100.
71. 1 2 3 4 5  (en) Cameron Davis, « Legend of Zelda: DX Review », sur GameSpot, 28 janvier 2000.
72. 1 2  Lightman, « Test : Zelda : Link's Awakening Dx », sur Jeuxvideo.com, 26 février 1999.
73. ↑  (en) « The Legend of Zelda: Link's Awakening DX for Game Boy Color », sur GameRankings.
74. ↑  (en) David Smith, « Video games master Nintendo forecasting a record sales year », The Vancouver Sun,‎ 20 octobre 1993, p. D5.
75. ↑  (en) Malcom Kelley, « Fun time for couch potatoes: Video game reviews », National Post,‎ 19 novembre 2000, F6.
76. ↑  (en) Rob Parton, « Japandemonium – Xenogears vs. Tetris », sur RPGamer, 31 mars 2004.
77. ↑  Oscar Lemaire  2017, XVI : Le Zelda Conflictuel - Le Travail  de finition, quinze ans plus tard, p. 121-124.
78. ↑  « News : Toujours + », Consoles +, no 86,‎ mars 1999, p. 51.
79. 1 2 3  (en) Peer Schneider, « Hyrule Times Vol. 16: Legend of Zelda: Link's Awakening », sur IGN, 1er avril 2002.
80. ↑  (en) « Ultimate Guide: The Legend of Zelda: Link's Awakening », Retro Gamer, no 199,‎ octobre 2019, p. 54-59.
81. ↑  (en) IGN Staff, « GDC 2004: The History of Zelda », sur IGN, 25 mars 2004.
82. 1 2  (en) « The History of Zelda », Retro Gamer, no 51,‎ août 2008, p. 26-37.
83. ↑  (en) Lucas M. Thomas, « What's Lost in The Legend of Zelda - You're Invincible! (Temporarily) », sur IGN, 25 février 2011.
84. ↑  (en) Eurogamer staff, « The best Zelda games: Eurogamer editors' choice », sur Eurogamer, 26 février 2016.
85. ↑  (en) David Roberts, « 10 best Legend of Zelda games of all time », sur GamesRadar+, 3 juillet 2017.
86. ↑  (en) Ben Reeves, « The 25 Best Game Boy Games Of All Time », sur Game Informer, 21 avril 2014.
87. ↑  (en) « The Top 25 Game Boy Games Of All-Time », Game Informer, no 58,‎ mars 1998, p. 16-17 (lire en ligne).
88. ↑  (en) « Member's Special: Top of the Titles 1993 » (Supplément), Nintendo Power, no 56,‎ janvier 1994, p. 2-5.
89. ↑  (en) « Electronic Gaming Monthly's Buyer's Guide », Electronic Gaming Monthly,‎ janvier 1994.
90. ↑  (en) « Nintendo Power – The 20th Anniversary Issue! », Nintendo Power, no 231,‎ août 2008, p. 72.
91. ↑  « Chronique vidéo Chronique : Top 10 des jeux Game Boy/Game Boy Color », sur Jeuxvideo.com, 7 mars 2018.
92. ↑  (en) « The Top 125 Nintendo Games of All Time », sur IGN, 24 septembre 2014.
93. ↑  (en) « NP Top 200 », Nintendo Power, vol. 200,‎ février 2006, p. 58–66.
94. ↑  (en) « IGN Top 100 Games 2007 – 78. The Legend of Zelda: Link's Awakening », sur IGN, 2007.
95. ↑  (en) « NP Top 285 », Nintendo Power, vol. 285,‎ décembre 2012.
96. ↑  (en) « The Nintendo Power Awards 1993 Winners », Nintendo Power, no 60,‎ mai 1994, p. 54-57.
97. ↑  (en) David Roberts, « The greatest moments in Legend of Zelda history - Finding a Yoshi doll (Link's Awakening) », sur GamesRadar+, 19 février 2016.
98. ↑  (en) David Roberts, « 9 hilariously evil ways games punish cheaters », sur GamesRadar+, 21 octobre 2014.
99. ↑  (en) Ellie Gibson, « Guinness lists top 50 games of all time », sur Eurogamer, 27 février 2009.
100. ↑  (en) « OCHESTRAL GAME CONCERT 3 - THE BEST SELECTION -03) Looking Towards the Islands of Dreams » [vidéo], sur YouTube, 1993.
101. ↑  (en) « GAME MUSIC CONCERT 3 by Symphony Orchestra », sur VDMdb.
102. ↑  (en) Owen S. Good, « The Legend of Zelda: Symphony of the Goddesses announces 2017 tour schedule », sur Polygon, 14 mars 2017.
103. ↑  Julien Hubert, « Le concert Zelda Symphony Of The Goddesses revient à Paris », sur Gameblog, 6 mai 2016.
104. ↑  Morgane Tual, « Des 16-bits aux concerts symphoniques, quand la musique de jeux vidéo fait salle comble », sur M - Pixels, 23 avril 2015.
105. ↑  (en) « Super Smash Bros. Brawl – Full Song List with Secret Songs », sur Nintendo
106. ↑  (en) Luke Plunkett, « The Secret of the Secret Nintendo Song », sur Kotaku, 8 novembre 2011.
107. ↑  (ja) Ataru Cagiva, ゼルダの伝説 夢をみる島 - Zeruda no Densetsu: Yume o Miru Shima - vol. 1, Japon, Enix,‎ mai 1994, 190 p. (ISBN 978-4-87025-513-5).
108. ↑  (ja) Ataru Cagiva, ゼルダの伝説 夢をみる島DX - Zeruda no Densetsu: Yume o Miru Shima Derakkusu - vol. 2, Japon, Enix,‎ septembre 1994, 186 p. (ISBN 978-4-87025-524-1).
109. ↑  (en) Tom Phillips, « Zelda: Link's Awakening DLC revealed for Hyrule Warriors », sur Eurogamer, 23 juin 2016.
110. ↑  (en) Tom Phillips, « Zelda: Link's Awakening character revealed for Hyrule Warriors », sur Eurogamer, 29 juin 2016.
111. 1 2 3  Clementoss, « The Legend of Zelda : Link's Awakening - 26 ans plus tard, un remake annoncé sur Nintendo Switch », sur Jeuxvideo.com, 14 février 2019.
112. ↑  (en) Jonathon Dornbush, « The Legend of Zelda: Link's Awakening Remake for Nintendo Switch Announced », sur IGN, 13 février 2019.
113. 1 2  Yukishiro, « Nintendo direct du 13/02/19 - 26 ans plus tard, Nintendo va sortir un remake de Link's Awakening, l'épisode Game Boy de Zelda », sur Gamekult, 13 février 2019.
114. ↑  (en) Michael McWhertor, « The Legend of Zelda: Link’s Awakening remake coming to Nintendo Switch », sur Polygon, 13 février 2019.
115. ↑  Rédaction, « Link's Awakening en 3D grâce à un fan », sur Jeuxvideo.com, 19 mars 2009.
116. ↑  (en) JC Fletcher, « Another 3D Link's Awakening project pops up », sur Engadget, 10 avril 2009.
117. ↑  Rédaction, « Minecraft: Les classiques Gameboy en stop motion », sur Jeuxvideo.com, 1er décembre 2011.
118. ↑  Ptit-Cactus, « La bande-son de Link's Awakening intégralement réarrangée », sur Jeuxvideo.com, 1er avril 2015.
119. ↑  (en) Jeffrey Matulef, « Watch Zelda: Link's Awakening DX completed 100 per cent in 85 minutes », sur Eurogamer, 6 juillet 2016.
120. ↑  (en) TGH, « The Legend of Zelda: Link's Awakening DX - Zelda series », sur Speedrun.com, 15 décembre 2016.
121. ↑  (en) Thomas Whitehead, « Video: If You Want to Beat The Legend of Zelda: Link's Awakening in Less Than Six Minutes, This'll Help », sur NintendoLife, 27 septembre 2015.